# Anna Odobescu
Anna Odobescu (Dubăsari, 3 december 1991) is een Moldavisch zangeres.

## Biografie
Odobescu nam begin 2019 deel aan O melodie Pentru Europa, de Moldavische preselectie voor het Eurovisiesongfestival. Met het nummer Stay wist ze met de zegepalm aan de haal te gaan, waardoor ze haar vaderland mocht vertegenwoordigen op het Eurovisiesongfestival 2019 in Tel Aviv. Hier kwam ze echter niet door de tweede halve finale heen.
2005: Zdob și Zdub · 
2006: Arsenium & Natalia Gordienko · 
2007: Natalia Barbu · 
2008: Geta Burlacu · 
2009: Nelly Ciobanu · 
2010: SunStroke Project & Olia Tira · 
2011: Zdob și Zdub · 
2012: Pasha Parfeny · 
2013: Aliona Moon · 
2014: Cristina Scarlat · 
2015: Edoeard Romanjoeta · 
2016: Lidia Isac · 
2017: SunStroke Project · 
2018: DoReDoS · 
2019: Anna Odobescu · 
2021: Natalia Gordienko · 
2022: Zdob și Zdub & Frații Advahov · 
2023: Pasha Parfeny · 
2024: Natalia Barbu